# La Grita
La Grita é uma cidade venezuelana, capital do município de Jauregui.